# 歩兵 (将棋)
歩兵（ふひょう）は、将棋の駒の一つ。本将棋・平安将棋・平安大将棋・小将棋・中将棋・大将棋・天竺大将棋・大大将棋・摩訶大大将棋・泰将棋・大局将棋に存在する。
歩（ふ）と略されることが多い。

## 本将棋・小将棋

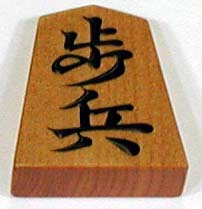
駒の表面

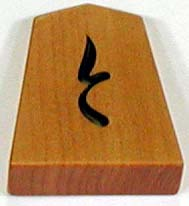
駒の裏面（と金）

一般的に歩（ふ）と略す。歩兵の成ったものをと金（ときん）と言い、とと略す。歩の裏側に書かれている文字が、ひらがなの「と」に似ているためである。
なぜ「と」に似た文字が書かれているかについては、
- 「歩」は「止」を2つ合わせた字で「止」の略字は「と」であるから、歩の成駒の「と」は前身が歩であることを示すため、「止」の字を略して「と」と表示したという説
- ひらがなの「と」に見えるが、実際には「金」を崩した文字であるという説。この場合飛車角以外の成駒は全て金を崩した字で、成銀から徐々に崩し方が大きくなるとされる。
- 「金」と同じ読みの「今」（きん）を崩した文字であるという説
- 登金の略字であるという説

がある。実際、と金の駒字も、書体によって、「今」の崩し字とみられるもの、ひらがなの「と」とみられるもの、「今」か「と」か微妙なもの、「今」でも「と」でもないものなどがみられる。
基本的に前に一つずつしか進めない非力な駒ではあるが、「歩のない将棋は負け将棋、所詮歩がなきゃ成り立たぬ」、「手のない時は端歩を突け」、「一歩千金」など多くの将棋の格言があるように、将棋の基本の駒であり、敵味方合わせて18枚と数では他の駒に比べて圧倒的に多く、最初は自陣に9枚が壁のように並んでいるために歩を動かさないことには将棋は始まらない。実際歩の手筋も、突き捨ての歩や叩きの歩をはじめ、垂れ歩、焦点の歩、合わせの歩、連打の歩、継ぎ歩、ダンスの歩、さらには金底の歩など数多くある。また、と金に成った場合には、金将と同等の攻撃力を持ちながら相手に渡したときにはただの歩兵に戻るため、攻撃側にとって非常に有用な駒となる。と金の動きは歩兵の完全上位互換なので、成れる場合はほぼ全局面において成りが選択される。理論的には打ち歩詰め回避等のために不成が戦略上有効になるケースも考えられ、詰将棋ではしばしば故意に引き起こされるが、プロの公式戦の実戦においては歩不成が発生した記録は2021年現在1例もない。
歩に関するルールとして二歩と打ち歩詰めの禁じ手（反則）がある。行き所のない駒は禁じ手なので、一段目（敵陣のもっとも奥）に歩を打つことはできない。また、一段目に盤上の歩を進めた場合は必ず成らなければならない。なお、と金に成った場合はその縦列に新しく歩を打つことが可能になり、二歩にはならない。
英語ではポーン（Pawn）と訳され、略号としてPが使われるが、チェスのポーンは歩と一部の動きが異なる。またと金の英語名称はpromoted pawnまたは日本語からの音写によるtokinで略号は+PまたはTである。
明治期までの一部の書籍では、「歩」ではなく「兵」と略すこともあった。
歩兵は歴史的にはチャトランガの兵に相当する駒である。海外の将棋系ゲームでは日本将棋の歩兵に相当する位置に、チャトランガの兵に相当する駒が配置されている。
- チェスではポーン、シャンチーでは兵・卒、チャンギでは卒・兵、マークルックではビアが将棋の歩兵およびチャトランガの兵に相当する駒である。
- 配置される段は将棋の歩兵とマークルックのビアが3段目、チェスのポーンは2段目、シャンチーの兵・卒とチャンギの卒・兵は4段目である。配置される列については将棋・チェス・マークルックで全ての列に配置されるのに対し、シャンチー・チャンギでは奇数列目のみである。
- 動きは将棋・シャンチー・チャンギが空いている所に移動するときと敵の駒を取るときの区別なく単純に前に1マス進む動きを基本としているのに対し、チェスとマークルックでは空きマスに移動するときなら直前に1マス進むが（チェスでは初手のみ2マス移動も可）、直前の敵駒は取れず、その代わり斜め前の敵駒を取れるという少々複雑な動きとなっている。

## 駒の動き
| 表示  | 動きの解説                       |
| ----- | -------------------------------- |
| ○     | 当該マスへ移動可                 |
| ｜    | マス数の制限なく縦方向へ移動可   |
| ―     | マス数の制限なく横方向へ移動可   |
| ＼ ／ | マス数の制限なく斜め方向へ移動可 |
| ☆     | 当該マスへ移動可(駒の飛び越え可) |
| 00    | 移動不可                         |

### 本将棋・小将棋
|  | ○  |  |
|  | 歩 |  |
|  |    |  |

| ○ | ○  | ○ |
| ○ | と | ○ |
|   | ○  |   |

### 平安将棋・平安大将棋
成ると金将。
|  | ○     |  |
|  | 歩 兵 |  |
|  |       |  |

| ○ | ○     | ○ |
| ○ | 金 将 | ○ |
|   | ○     |   |

### 中将棋・大将棋・天竺大将棋・摩訶大大将棋・泰将棋・大局将棋
中将棋では歩と略す。成ると金将。成駒をと金と書く場合もある。成駒である金将（と金）の動きは歩兵の完全上位互換なので、成れる場合は通常は成りが選択されるが、中将棋では歩兵は獅子の付け喰いに使えないため、中将棋では稀に歩兵の不成が戦略上有効になるケースもある。これらの大型将棋類の歩兵の成駒としての金将（と金）は、本将棋と異なり、多くの場合本将棋の成香のような字体の金の崩し文字が書いてある。摩訶大大将棋・泰将棋では、成るのは敵駒を取った場合のみなので、成っていない状態で盤の一番奥の列まで進むと、完全に行き所のない駒になってしまう。また中将棋ではルール上盤の一番奥の列で不成を選択することもできるが、その場合も行き所のない駒になってしまう。
|  | ○     |  |
|  | 歩 兵 |  |
|  |       |  |

| ○ | ○     | ○ |
| ○ | 金 将 | ○ |
|   | ○     |   |

### 大大将棋
成ることはできない。したがって盤の一番奥の列まで進むと、完全に行き所のない駒になってしまう。
| 駒               | 動き                                        | 動き              |
| ---------------- | ------------------------------------------- | ----------------- |
| 歩兵（ふひょう） | \| \| ○ \| \| \| \| 歩 兵 \| \| \| \| \| \| | 前に1マス動ける。 |
|                  | ○                                           |                   |
|                  | 歩 兵                                       |                   |
|                  |                                             |                   |

## 歩兵にちなんだ言葉
歩頭（ふがしら）
歩の一ます前の地点。

歩が付く（ふがつく）
遠距離に対する合駒として歩が打てること。二歩のルールがあるため、同じ列に歩があると歩を打つことができない。そのため、敵陣や自陣の深くに歩があると、香打ちに対して歩で合い駒をする事ができないことがある。その場合、「歩がつかない」ということがある。

突く（つく）、突き歩（つく、つきふ）
歩を前進させること。
（歩の）突き違い（つきちがい）
相手が突いてきた歩を処理せず、こちらは別の筋の歩を突いて牽制する手段。

（歩の）突き捨て（つきすて）
歩を前に進め、わざと相手に取らせること。

突き歩詰め（つきふづめ）
盤上にある歩を突いて相手玉を詰ますこと。持ち駒の歩を相手玉の頭に打って詰ます「うち歩詰め」とは違って、反則ではない。

（歩を）伸ばす（のばす）
歩を前進させること。「突く」とは違い、駒組み段階でまだ他の歩などとぶつからない時に言う。「伸びすぎ」と言う場合は、伸ばした歩が取られそうだったり取られてしまったり、相手から攻撃の起点やキズになっていることを指す。

歩を切らす（ふをきらす）、歩切れ（ふぎれ）
持ち駒に歩が1枚もないこと。大抵の場合持ち駒にはある程度の歩があることが多く、歩を切らした状態は悪いとされる。「歩がない将棋は負け将棋、所詮歩がなきゃ成り立たぬ」

歩を垂らす（ふをたらす）
次の手で「と金」に成れる位置に歩を打つこと。直接急所に打つ歩に対して、効果的な場合が多い。

と金攻め（ときんぜめ）
敵陣にと金を作り、そのと金を動かして相手の囲いを形成している金・銀などを取りにいくこと。相手にとっては犠牲を払ってと金を盤上から消しても、自分の持ち駒は歩であるため、非常に強力である。

手裏剣（しゅりけん）の歩
相手陣に歩を垂らして攻める、相手陣からみて相手の駒が三から五段目にある筋に二から四段目に打つ歩。歩を打たれることを「手裏剣が飛んでくる」とも呼ぶが、その歩を取らせて相手陣のすきを造って崩す、相手に攻めを焦らせたりするのが狙い。そして相手が手を抜くと次に歩成でと金が作れ、確実に攻めていくことも狙いとしている。

歩を叩く
相手の駒の直前に歩を打つこと。「叩きの歩」とも。すぐに取られる捨て駒であるが、相手の駒の効きを外す狙いで使われる。

単打の歩（たんだのふ）
持ち駒の歩を単に犠牲になるように打つことで、相手に歩をとらせて陣形を乱したり、対処しなければ駒得を図ることができるといった、歩を使った手筋。

連打の歩（れんだのふ）
敵駒の頭に持ち駒の歩を次々と叩くことで、相手駒をつり上げて先手を取って抑えたり、攻めの手がかりをつかむ手筋。
つり上げ（る）
歩を叩くなどして、相手の駒を前へ誘導すること。「つり出す」とも言い、受け手側は「つり出される」と言う。

合わせの歩（あわせのふ）
相手の歩頭に自分の持ち駒の歩を打つ手筋。多くは、その地点に利いている別の駒を活用する狙いを持つ。

継ぎ歩（つぎふ）
歩を突き捨てるか叩いた直後に、さらに合わせの歩を入れること。

端歩（はしふ）
1筋、もしくは9筋の歩。下に香がいるため突きやすいが、端にあるため戦場に絡みにくく、また相手にも香がいるため有効打にはなりにくい。そのため他に有効な手がないときに、とりあえず突いておく駒とされることが多い。端に角や玉がのぞいた際、歩を突く手が厳しくなりやすい。

（端を）つめる
1筋、9筋の歩をどちらかが先に二つ進めて、1五または9五の地点を先手後手のどちらかが安定して占有することを「端を／1筋を／9筋をつめる」という。

突き越す（つきこす）突き越し（つきこし）
端歩で位を取ること。

位（を取る）
歩を突いていくと、お互いに1マス開けたところで先に突いたほうが取られる形になる。これを五段より相手側で起こすことを「位を取る」という。

底歩
駒のひとつ後ろでかつ自陣の一番下に打たれた歩。
金底の歩
金のひとつ後ろにある歩。金は後ろに下がることができ、歩は前に進むことができるのでお互いに利きあっており、硬い形とされる。

横歩（よこふ）と縦歩（たてふ）　
角道を開けた際に突き出した歩（先手▲7六歩、後手△3四歩）は、相手にとっては飛車先交換から飛車を進出させて横にスライドして取ることができる際、この歩を横歩と呼び、その歩を横スライドで取る行為を横歩取りと呼んでいる。一方で角道を開けた際に突き出した歩を浮き飛車にして左に一間寄って取る行為は縦歩取りと呼んでいる。

焦点の歩（しょうてんの歩）
複数の駒が利いている地点を焦点といい、焦点に打つもしくは突く歩のこと。通常、駒を捨てる時に使うが、どの駒で取ってもあるいは除けても悪くなったりするので、利きを弱体させる狙いなどで指される。

中合いの歩（ちゅうあいのふ）
「中合い」とは、駒の働きが遠くに長く駒である大駒（飛車、角行）や香車の途中で自分の駒が利いていない場所に駒を犠牲にして打ったり盤上の駒を動かして利きを緩和する行為。それを歩で行うのが中合いの歩。おびき寄せたり吊り上げたりする目的などでも活用する。

ダンスの歩（だんすのふ）
金と銀が横に並んでいる形で、銀頭に歩を打ち取らせる際に、金を斜めに誘ったり銀を一歩前に進ませたりする。どちらで取っても次に元の位置に戻る（下がる）ことができない。主に相手の金銀の連携を崩すことが狙いで、狭い範囲で歩打ちと金銀の駒移動が生じる様をダンスに例えている。

一歩得（いっぷどく）、一歩損（いっぷそん）
対局開始時と比較して、特定の駒の枚数が増えているか、あるいは増えた駒と減った駒を比較して増えた駒の価値の方が高いことを「駒得」とよばれ、逆の場合は「駒損」というが、歩を一枚駒得している場合は一歩得、逆の場合は一歩損と呼んでいる。歩は盤上に占める数も多く、駒の価値も低くしたがって「叩き」や「中合」など、犠牲の駒として使用されるほどで、一枚の違いが局面に与える影響は低いとされるが、指し方によっては歩を持ち駒にする際の枚数に違いが生じる他、「歩切れ」の項のように歩が持ち駒に無いことで、局面の好守に影響を及ぼすこともある。

蓋歩（ふたふ）
走ってきた飛車や打ちこまれた飛車の後ろに利きがある際に歩を打ち、相手の飛車を下げることをできなくすることで捕獲してしまおうという手筋。

土下座の歩（どげざのふ）
相手の攻めなどの緩和を狙い、持ち駒の歩を自陣二段目に控えて打って局面を収めること。

成り捨ての歩（なりすてのふ）歩の成り捨て（ふのなりすて）
歩で行う成り捨てのこと。将棋で「捨てる」とは駒を相手に渡すことであるが、その代償で有利な手を指す。相手陣形乱し、同筋に持ち駒の歩を打ちたいときに成り捨てることで二歩を防ぐなどの狙いがあるが、歩なら相手の持ち駒になっても大勢に影響はないとされるので、良く生じる手筋である。

控えの歩（ひかえのふ）
持ち駒を直接相手の駒にあたるように打つのではなく、後方に控えて打ち、次に厳しい手を狙うなどの手筋。

飛車先交換（ひしゃさきこうかん）
飛車の前方を飛車先といい、飛車の前方に進めた歩を切り、持ち駒にすること。

飛車先不突（ひしゃさきふつき、ひしゃさきつかず）
飛車先不突矢倉など、飛車の前方の歩を居飛車戦法であっても序盤に突かずに駒組をすすめること。

歩頭の桂（ふがしらのけい）
矢倉囲いに対して飛車先、相手の歩頭に桂馬を打ち（先手であると▲2五歩△2三歩と向かい合っているところに▲2四桂と打つ）、囲いを崩壊させる手筋のこと。「矢倉崩しの歩頭の桂」という言葉もある。

歩内銀（ふうちぎん）、歩越銀（ふごしぎん）
ツノ銀など、銀を自陣の歩の下に配した陣形を歩内銀と呼ぶ。逆に銀を自陣の歩の上に配した陣形を歩越し銀と呼ぶ。早繰り銀などで生じるが、銀を5筋の歩の上に配した陣形の場合は特に腰掛け銀と呼んでいる。